# Comporta de resclosa

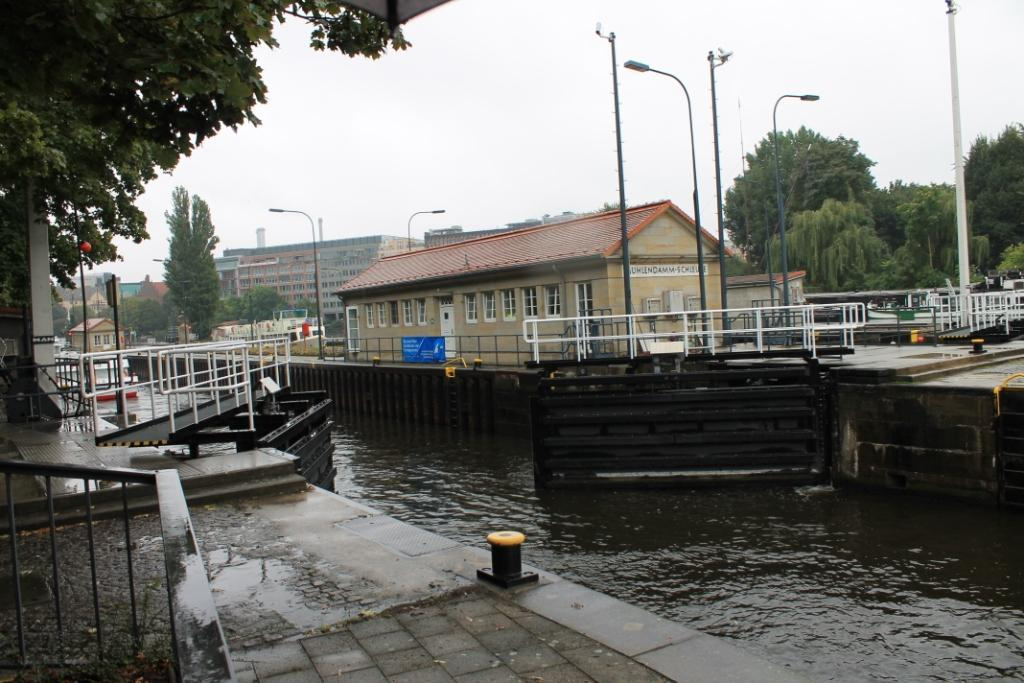
Comporta de resclosa

Una comporta de resclosa és un element que atura l'aigua i així manté la diferència de nivell de l'aigua que hi pugui haver a banda i banda, de una cambra o cambres d'una resclosa. Les comportes de resclosa realitzen un tancament gairebé hermètic de la cambra d'aquesta resclosa, que pot tenir una o més comportes a cada extrem. Solen estar situades a la part principal de la mateixa. Depenent tant del disseny i la finalitat de la resclosa com de la situació del terreny, s'utilitzen diferents tipus de comportes en els diferents tipus de rescloses.

## Tipus de comportes

### Comporta enlairable

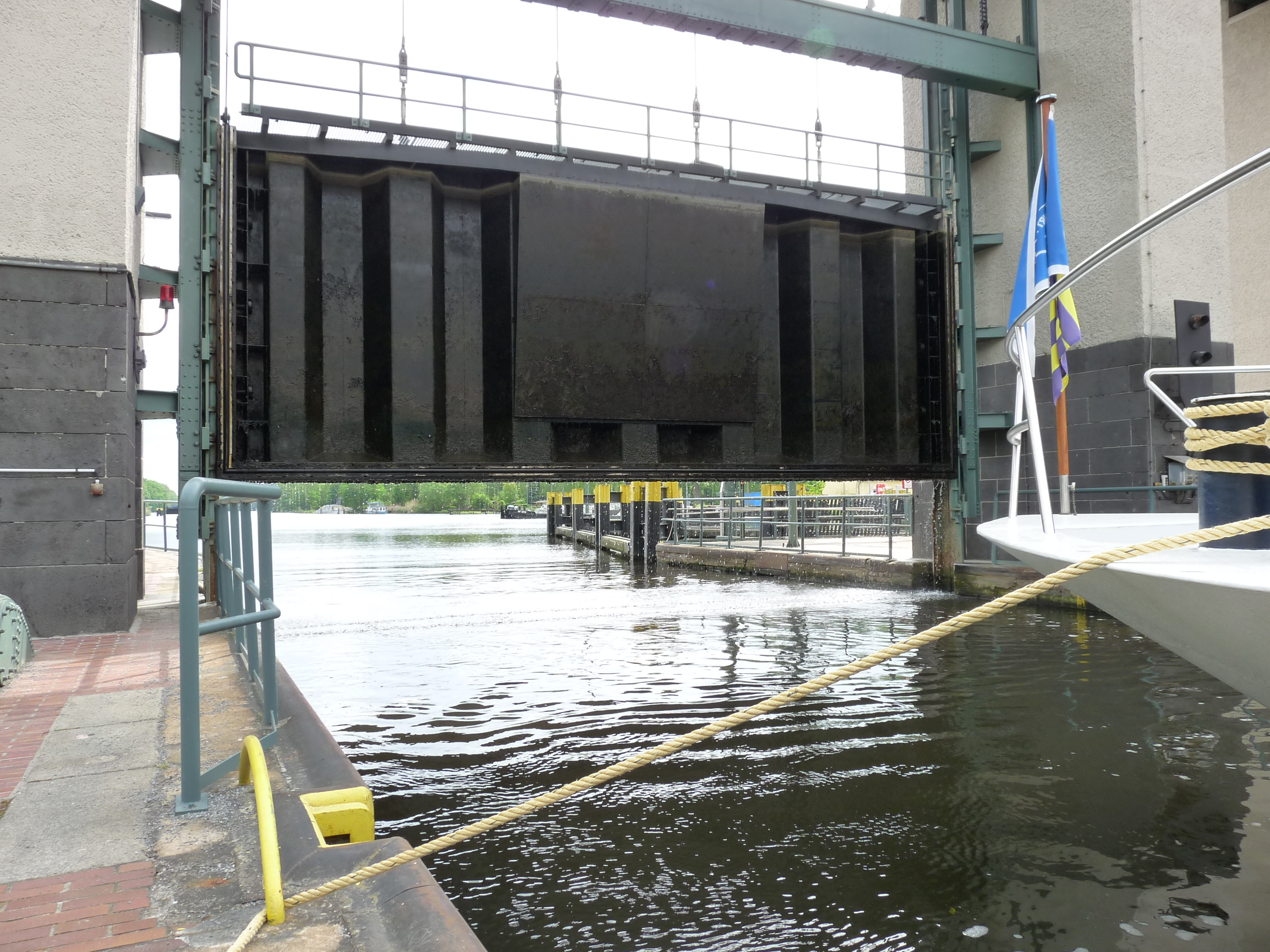
Comporta enlairable

Una comporta enlairable és una comporta en forma de panell que es guia sobre rails i s'eleva verticalment. Atès que, per tant, requereix una estructura alta i, segons el pes, també contrapesos, avui dia es fa servir amb menys freqüència per evitar un impacte en el paisatge.
Una comporta elevada s'aixeca de l'aigua amb una cadena. Un contrapès que penja per separat d‟un cable redueix la força sobre la cadena de transmissió i, per tant, també sobre el motor. La porta sol estar guiada en una ranura, cosa que produeix el mateix efecte que una porta corredissa sobre carrils. La porta llevadora és adequada per girar l'aigua cap a banda i banda. L'avantatge d'aquesta solució és que no hi ha punts de pivot ni altres peces mòbils sota l'aigua, cosa que en facilita el manteniment. El desavantatge és que aquesta és l'única porta, cosa que limita l'alçada dels vaixells que poden passar. Un altre desavantatge és que quan no es permet que la càrrega es mulli i les escotilles d'un vaixell estan obertes, cal tancar-les perquè les portes formen una cortina de pluja per sota de la qual el vaixell ha de passar.

### Comporta basculant

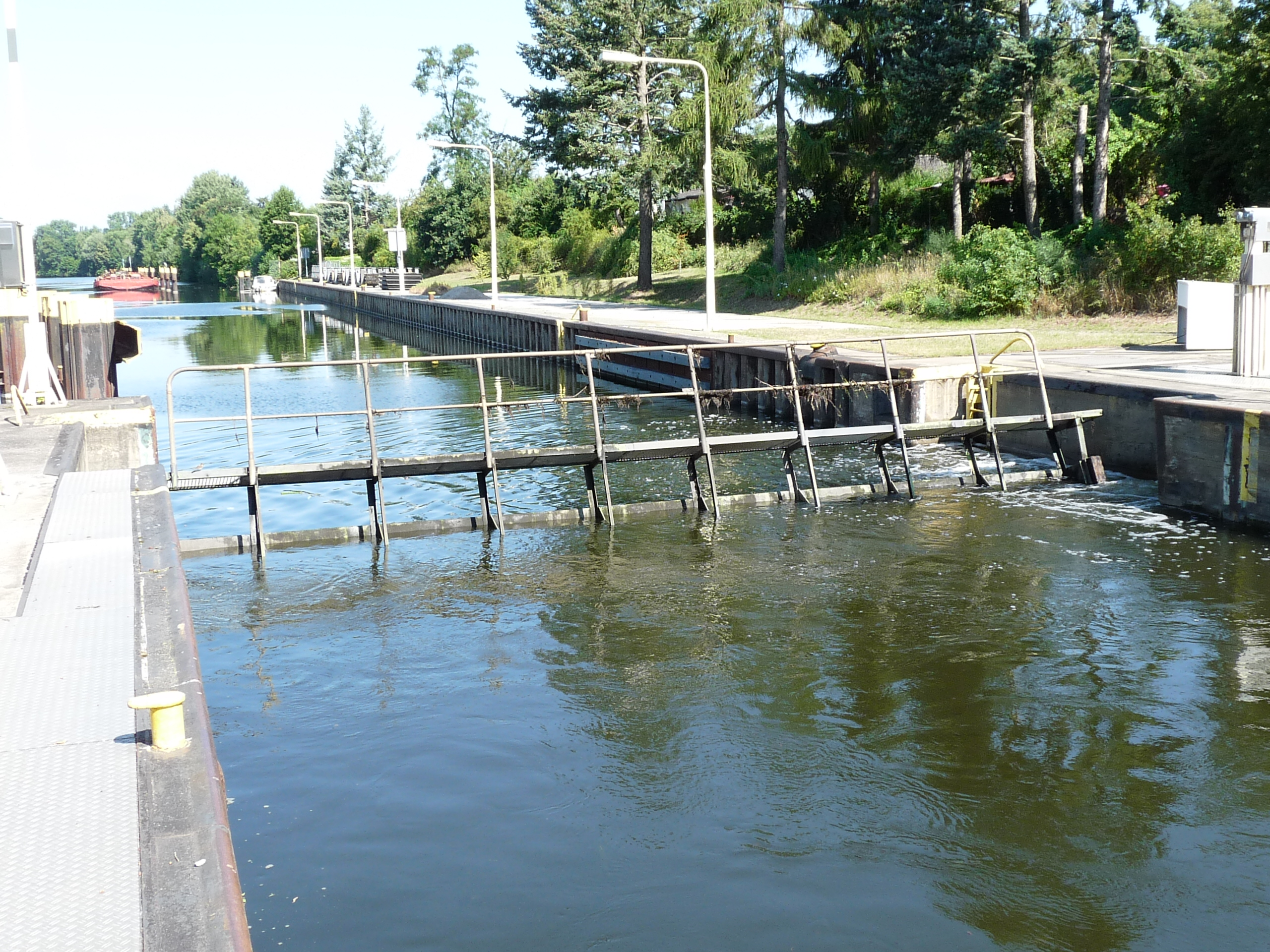
Porta abatible obrint-se

Una comporta basculant és una comporta que gira al voltant d'un eix horitzontal. Es baixa la comporta per obrir la cambra; Els vaixells poden llavors passar per la comporta. Per no reduir la mida de la cambra de la resclosa, s'utilitzen comportes batents gairebé exclusivament al cap de la resclosa. Les portes abatibles no s'utilitzen gaire avui dia, però als Països Baixos s'han trobat vestigis de portes abatibles de l'època romana. Aquestes portes abatibles estaven connectades a una claveguera amb frontisses a la part superior. L'avantatge era que aquestes portes s'obrien i es tancaven amb la pròpia aigua. Amb una frontissa a la part inferior, la porta desapareix completament sota l'aigua, de manera que l'espai lliure vertical és, en principi, il·limitat. La porta batent s'obre com la porta d'una embarcació de desembarcament. Això també s'utilitza només al costat més alt d'una resclosa, perquè la porta allà ha de ser menys alta que al costat amb el nivell d'aigua baix. Això també determina el calat màxim que els vaixells poden tenir per passar per la resclosa. Una porta batent s'acciona amb un o dos pistons hidràulics. Els desavantatges són que les portes i els pivots estan constantment sota l'aigua, cosa que dificulta el manteniment i poden quedar residus sota la porta, impedint que la porta s'obri completament.

### ComportaTainter

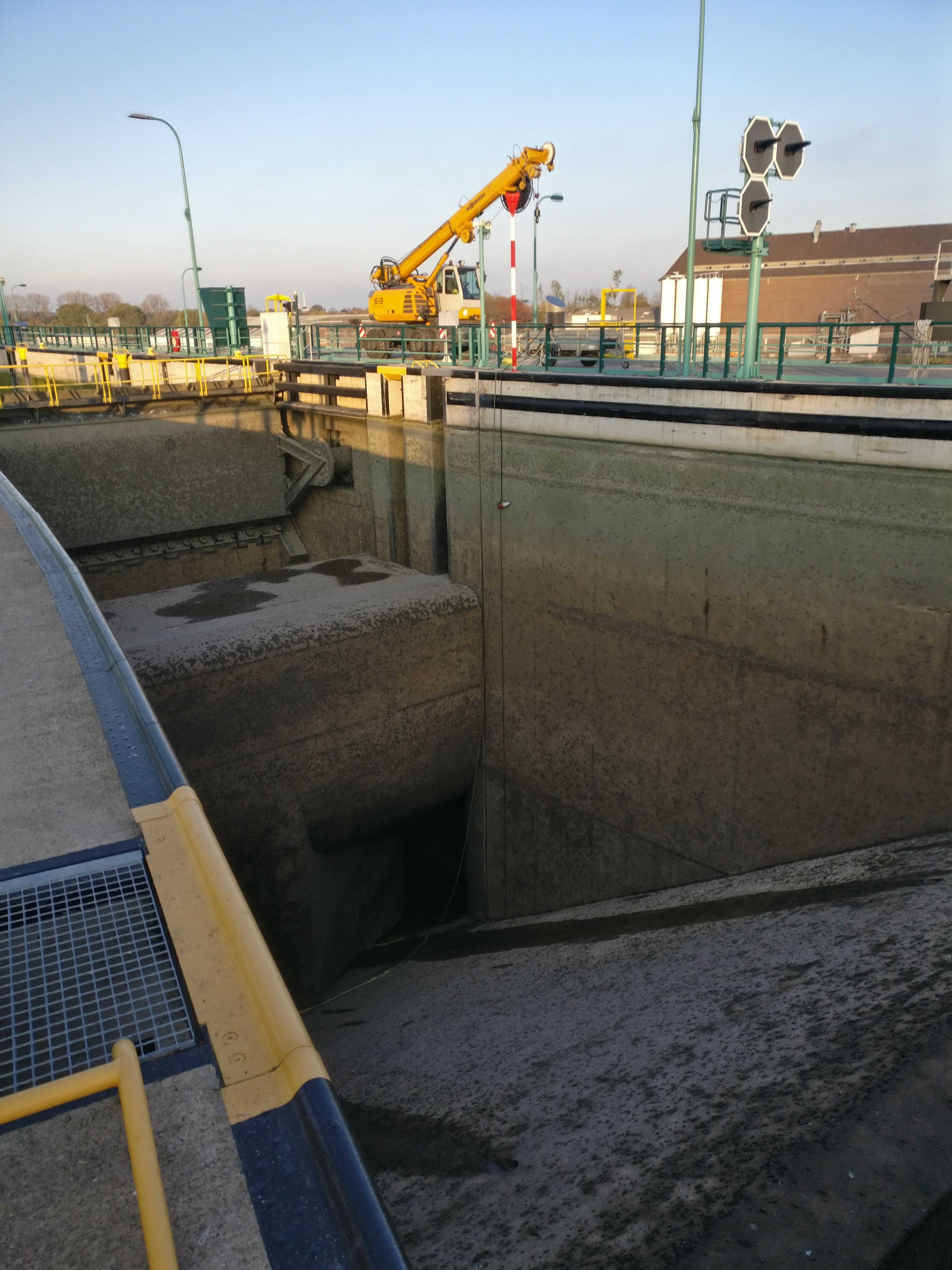
manteniment comporta enrotllable

La comporta Tainter o comporta de segment té el cos principal que pot girar al voltant d'un eix horitzontal amb un revestiment de comporta circular-cilíndric. En una comporta basculant, gira transversalment a l'eix longitudinal de la resclosa. Un motor impulsa un disc d'arrossegament a través d'una caixa d'engranatges per on circula una cadena. Aquesta cadena està unida a la porta per obrir-la o tancar-la. La porta es recolza amb rodes sobre un carril que es troba a la part inferior. Això es pot comparar amb les rodes d'un tren sobre les vies. Per limitar la pressió sobre les rodes, s'han incorporat compartiments d'aire a la comporta de la resclosa. Així, gràcies a la llei d'Arquimedes, es crea una força ascendent que limita el pes de la comporta sobre els carrils. La porta enrotllable s'utilitza habitualment en rescloses grans. L'avantatge d'aquesta resclosa és que la pressió de l'aigua pot arribar a banda i banda. S'empeny la porta cap a la capella i es tanca l'aigua. Per garantir que la comporta tanqui correctament, es fixa fusta a la porta i/o a la paret, creant un contacte fusta-fusta o fusta-formigó. A causa de la pressió de l'aigua, aquests materials es pressionen entre ells i es crea una porta més o menys estanca. Per a aquesta aplicació se sol utilitzar fusta de azobé. Un inconvenient és la profunda butxaca necessària per guardar la porta quan és oberta. També es pot acumular brutícia al riel, de manera que la porta ja no es pugui obrir o tancar correctament, el mateix s'aplica al riel del marc de la porta. El Noordersluis a IJmuiden és un exemple important de resclosa on s'utilitzen portes enrotllables.

### Comporta corredissa

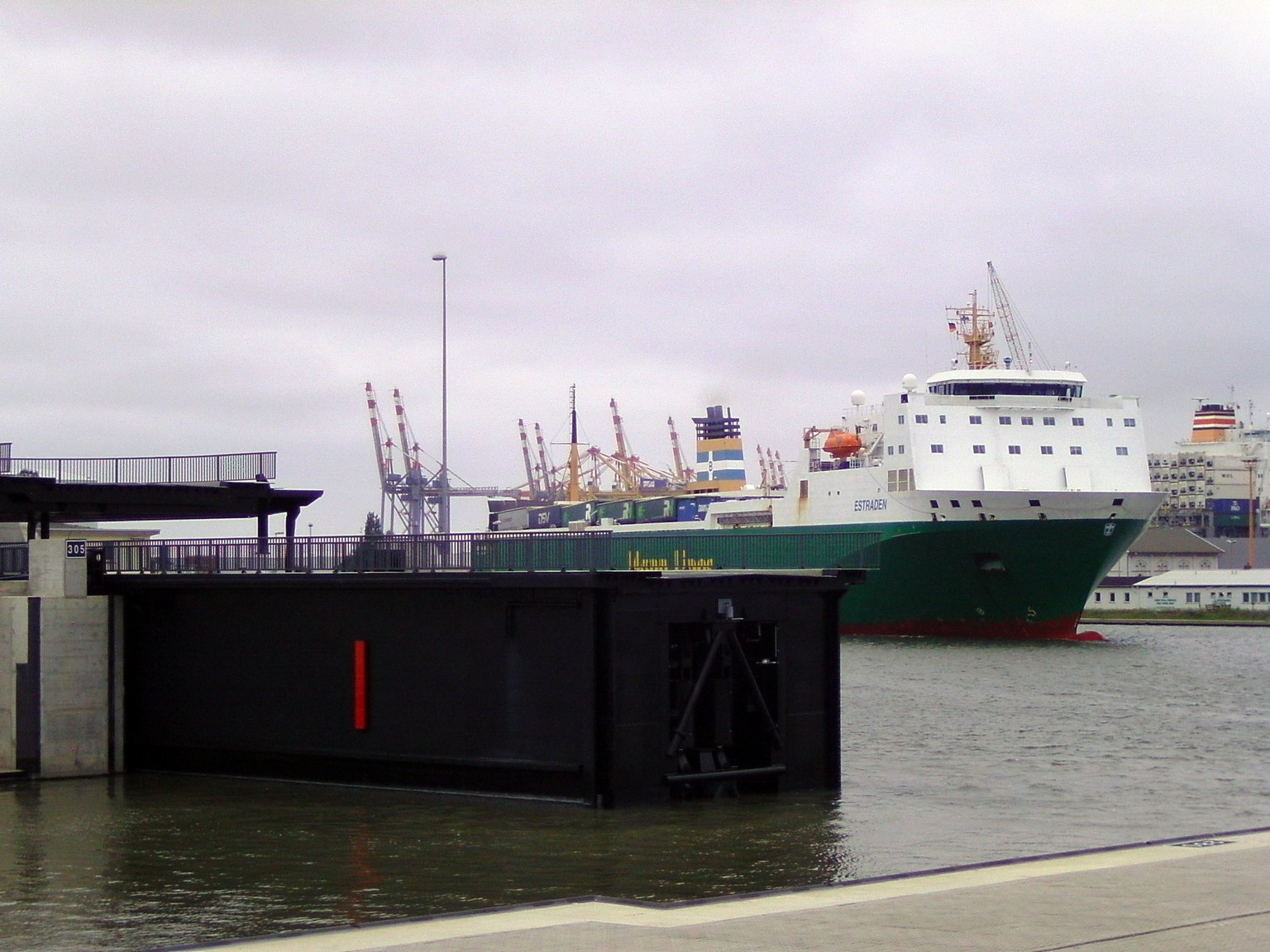
Comporta corredissa obrint-se Kaiserschleuse, Bremerhaven

Una comporta corredissa és un tipus especial de comporta de resclosa que s'obre i tanca horitzontal i lateralment perpendicular a l'eix de la resclosa. Aquest tipus de comporta consta de dues peces unides que poden desplaçar en una ranura acanaladal. El full que segella la resclosa, visible a la foto, mesura aproximadament 5/6 de l'amplada Aquestes dues parts estan unides en un tot rígid i juntes formen una mena de ventall. La porta del corredissa sol ser doble, semblen portes punxegudes on es troba l'eix a la caixa de la porta. Les portes corredisses poden obstruir l'aigua cap a ambdós costats. En omplir la resclosa amb aigua a través de canonades, la pressió sobre les portes canvia de manera que es poden obrir i tancar tant contra el corrent com a favor del corrent. Les portes corredisses poden estar fetes de fusta, ferro o acer.

### Comporta mitral

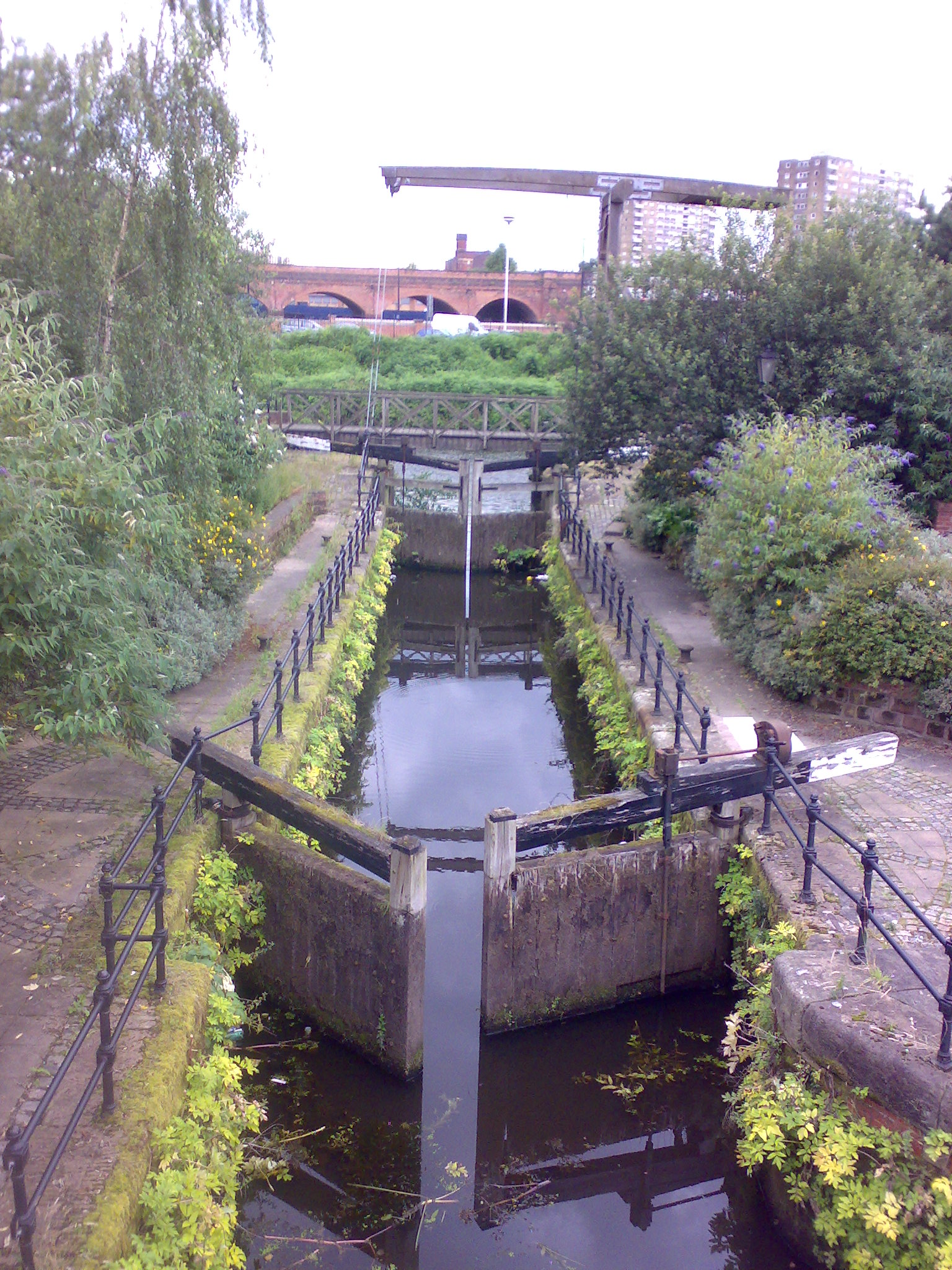
Comporta mitral

Una comporta mitral és una construcció que sol constar de dues ales (de vegades una de sola). En general, consta de dues fulles de comporta que poden girar al voltant d'uns eixos verticals i els extrems lliures es recolzen entre si en un angle obtús. Les portes de 2 una a cada costat de la resclosa Estan sempre dissenyades per aguantar el màxim pes (el nivell d'aigua més alt) del costat del vèrtex q formen. Les portes es poden comparar amb dues portes interiors que estan col·locades una davant de l'altra i s'obren cap al mateix costat. Quan es tanquen, les portes formen un cert angle, de manera que la pressió de l'aigua ajuda a tancar les portes. Per tant, el vèrtex assenyala el costat amb el nivell més alt. Aquestes portes són de les més comunes i es poden trobar en una rescloses de marea on es duplica la comporta de la resclosa del costat del ma, amb aquest segon parell de portes apuntant en l'altra direcció, és a dir que el vèrtex de l'angle obtús format apunti en direcció contrària. D'aquesta manera es pot utilitzar les portes adequades en la diferència de nivell adequada. En cas de dubte, les dues portes es tanquen.